# ناحیه الروینه
ناحیه الروینه (به عربی: دائرة الروینة) یک ناحیه در الجزایر است که در استان عین الدفلی واقع شده‌است.